# Studenčica (Kamniška Bistrica)
Studenčica je zadnji desni pritok reke Kamniške Bistrice preden se ta izlije v Savo. Izvira in teče južno od naselja Beričevo.